# Frontopsylla xizangensis
Frontopsylla xizangensis är en loppart som beskrevs av Liu Chiying et Liu Quan 1982. Frontopsylla xizangensis ingår i släktet Frontopsylla och familjen smågnagarloppor. Inga underarter finns listade i Catalogue of Life.